# Kopparnäs
Kopparnäs är en tätort i Norrfjärdens socken i Piteå kommun. Kopparnäs är en jordbruksby belägen vid E4 drygt åtta km norr om Piteå och en km söder om Norrfjärden. Vid avgränsningen 2020, men ej 2023,  klassades den västra delen av bebyggelsen som en separat småort, Kopparnäs väst

## Historia
Orten är omnämnd så tidigt som 1481 i skriftliga källor.
I den första landskapshandlingarna för Västerbottens län för år 1539 skrevs bynamnet "Koperness". Det året var det elva män som skattade, 
Grannbyn Bertnäs var tidigare namnet på ett hemman i Kopparnäs: Kopparnäs nr 13 Bärtnäs.

## Befolkningsutveckling
| Befolkningsutvecklingen i Kopparnäs 1960–2020 | Befolkningsutvecklingen i Kopparnäs 1960–2020 | Befolkningsutvecklingen i Kopparnäs 1960–2020 | Befolkningsutvecklingen i Kopparnäs 1960–2020 | Befolkningsutvecklingen i Kopparnäs 1960–2020 |
| --- | --------------------------------------------- | --------------------------------------------- | --------------------------------------------- | --------------------------------------------- |
| |                                               |                                               |                                               |                                               |
| År |                                               |                                               | Folkmängd                                     | Areal (ha)                                    |
| 1960 | 1960                                          |                                               | 248                                           | 82                                            |
| 1965 | 1965                                          |                                               | 226                                           | 82                                            |
| 1970 | 1970                                          |                                               | 211                                           |                                               |
| 1975 | 1975                                          |                                               | 232                                           |                                               |
| 1980 | 1980                                          |                                               | 271                                           | 63                                            |
| 1990 | 1990                                          |                                               | 191                                           | 33#                                           |
| 1995 | 1995                                          |                                               | 196                                           | 37#                                           |
| 2000 | 2000                                          |                                               | 197                                           | 37#                                           |
| 2005 | 2005                                          |                                               | 189                                           | 37#                                           |
| 2010 | 2010                                          |                                               | 191                                           | 41#                                           |
| 2015 | 2015                                          |                                               | 225                                           | 70                                            |
| Anm.: Upphörde som tätort 1990. Åter tätort 2015. Upphörde igen 2018, då även Kopparnäs väst utbröts, åter tätort 2023 då Kopparnäs väst uppgick igen # Som småort. |                                               |                                               |                                               |                                               |